# Memoria de trabajo

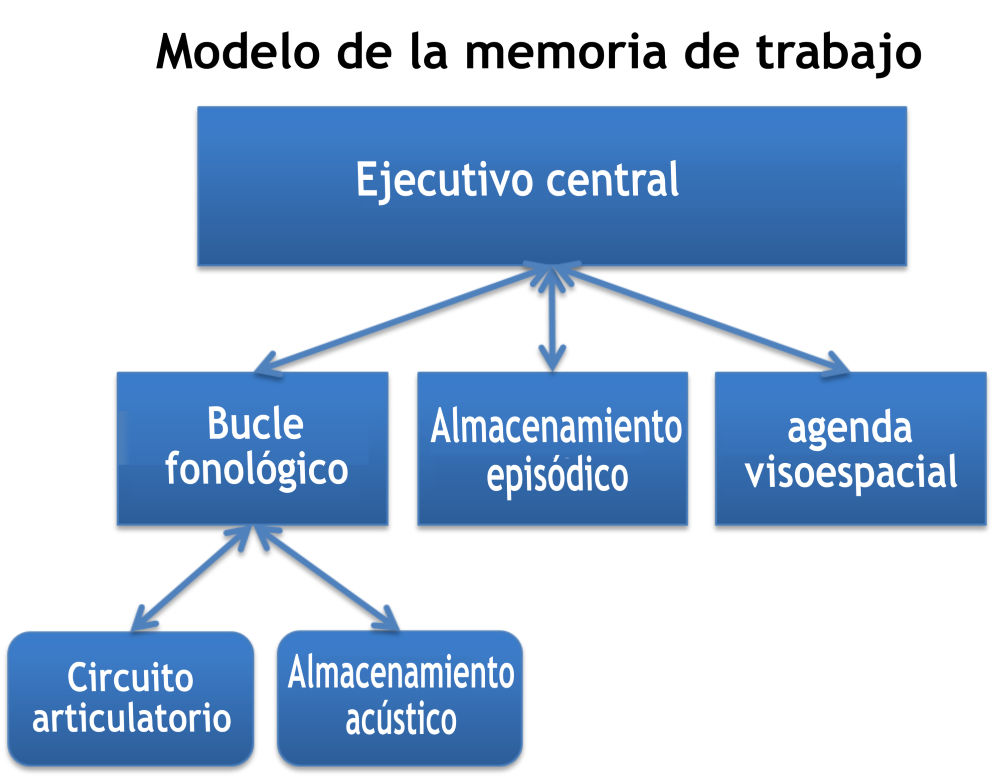
Modelo de memoria operativa

En psicología cognitiva la memoria de trabajo es un constructo teórico que se refiere a las estructuras y procesos usados para el almacenamiento temporal de información (memoria a corto plazo) y la elaboración de la información.
Con ello, a diferencia de la memoria a corto plazo (véase memoria humana), se retoma teóricamente que la memoria no es un mero «cajón de recuerdos», sino que es un proceso activo vinculado al procesamiento de la información.

## Origen
El concepto fue utilizado por vez primera por Alan Baddeley y Hitch en 1974, y posteriormente reformulada en parte en 1986, para describir la memoria temporal “en línea” que los humanos utilizamos para realizar ciertas tareas y resolver determinados problemas. Con este término también se introdujo la teoría de las operaciones cognitivas relacionadas en esa forma de memoria activa llamada memoria operativa o memoria a corto plazo.
La memoria de trabajo evolucionó a partir del concepto de memoria a corto plazo, pero en ocasiones ambos se siguen utilizando de forma intercambiable. Sin embargo, la memoria a corto plazo se refiere al simple almacenamiento temporal de información. En cambio, la memoria de trabajo implica una combinación de almacenamiento y manipulación de información.
Baddeley menciona que la memoria de trabajo se refiere a un sistema cerebral que proporciona almacenamiento temporal, además permite la manipulación de información necesaria para tareas tan complejas como la comprensión del lenguaje, el aprendizaje y el razonamiento. De ahí que se requiera del almacenamiento y procesamiento simultáneo de la información. Por esta razón cuando la memoria de trabajo es pobre, el individuo posee dificultades para retener gran cantidad de información, para almacenarla por tiempos prolongados, incluso, se presentan obstáculos para manipular la información retenida derivando en problemas para el aprendizaje y la solución de problemas
Componentes de la memoria de trabajo
La memoria de trabajo puede dividirse en un sistema que consiste en un controlador atencional y el ejecutivo central, complementado por dos sistemas esclavos subsidiarios, además de un cuarto componente denominado búfer episódico (Baddeley, 2000).
- El ejecutivo central: Es un sistema de control de la atención[4] ubicado biológicamente en las áreas frontales del cerebro.[6] Es el componente responsable del procesamiento ejecutivo, tal como las acciones, la supresión de información irrelevante y acciones no deseadas, e integración de información. Además coordina múltiples procesos cognitivos que se ejecutan paralelamente.[7] Es particularmente susceptible a los efectos de la enfermedad de Alzheimer.[4]
- El bucle articulatorio fonológico: Comprende un depósito fonológico temporal en el que la memoria auditiva se descompone durante unos segundos, a menos que se reanude mediante un ensayo articulatorio.[6] En sí, este bucle almacena y ensaya información basada en el habla, por lo que es necesario para la adquisición de vocabulario nativo y de segundo idioma.[4] Es adecuado para la retención de información secuencial, y su función se refleja más claramente en la tarea de intervalo de memoria.[6]
- El búfer episódico: Comprende un sistema de capacidad limitada que proporciona almacenamiento temporal de la información contenida en un código multimodal. Es capaz de vincular la información de los sistemas subsidiarios y de la memoria a largo plazo, a una representación episódica unitaria. Es episódico en el sentido de que contiene episodios en los que la información se integra en el espacio y puede extenderse a lo largo del tiempo.[6]
- La agenda visoespacial: Manipula imágenes visuales,[4] es útil en la planificación de movimientos y reorganización del almacén visual.[7] Es crítica para la retención de la información sobre objetos en la memoria espacial. Al igual que el bucle fonológico, existe un componente más pasivo o de almacén, y uno motor, posiblemente a través de movimientos oculares en el caso de información de carácter espacial, de repetición y mantenimiento.

## Neurofisiología
Neurofisiológicamente, consiste en la activación de un grupo de neuronas neocorticales que se mantienen activas en la corteza prefrontal por la información contenida en esa red y para ser usada para una acción anticipada. El rol de la corteza prefrontal en la memoria de trabajo es crítica pero requiere ser enfatizada en virtud de los recientes trabajos (investigación sobre microelectrodos y neuroimagen) que indican que ese rol está basado esencialmente en interacciones corticales entre la corteza prefrontal y áreas de la corteza postrolándica.
En otras palabras, la memoria de trabajo requiere la activación de un circuito de neuronas, el cual activa en sí la memoria propiamente dicha. Esta memoria, si bien es activada desde la corteza prefrontal, requiere a su vez la activación del resto de estructuras neuroanatómicas implicadas, como el lóbulo temporal para el significado o el lóbulo occipital para la imagen visual.
Permite mantener activada una cantidad limitada de información necesaria para guiar la conducta "en línea". El sujeto necesita disponer de una representación mental tanto del objetivo como de la información relevante no sólo acerca del estado actual sino también en relación con la situación futura. Algunos autores la comparan con la función que desempeña la memoria RAM en las computadoras.
Según el modelo cognitivo, en resumen, la memoria tiene un "eje directivo", el cual mantiene subordinados dos mecanismos, uno visual y otro auditivo.

### Interferencia de la memoria a largo plazo y olvido
Una investigación del Columbia Medical Center sugiere que retener demasiada memoria a largo plazo puede interferir en la memoria operativa o de trabajo. En otras palabras el olvido parece ser un mecanismo importante para el funcionamiento normal de la cognición y del comportamiento. «Las personas que son capaces de recordar con facilidad y precisión fechas históricas o eventos lejanos, pueden tener más dificultades con recordar palabras o recordar acontecimientos de actualidad del día».
Debido a que la memoria de trabajo es muy sensible a la interferencia de la información previamente almacenada en la memoria a largo plazo, esta dificulta la filtración de información e interfiere en que la nueva memoria a corto plazo sea procesada, asimilada y almacenada. Las nuevas neuronas en el hipocampo tienen roles diferentes en los distintos tipos de memoria, y una neurogénesis excesiva puede perjudicar la memoria operativa. «Las personas con mayor memoria de trabajo muestran menor neurogénesis, lo que les ayuda a olvidar información vieja e inútil pronto y poder así asimilar nueva información con mayor rapidez».

### Carga cognoscitiva.
Este tipo de carga se refiere a la cantidad de recursos mentales de la memoria de trabajo que son necesarios para desempeñar una tarea o actividad específica.
Existen tres tipos de cargas cognitivas:
- Carga cognoscitiva intrínseca. Es inevitable debido a que no se puede eliminar.
- Carga cognoscitiva extraña.
- Carga cognoscitiva pertinente.